# Nunuk
Nunuk is een bestuurslaag in het regentschap Indramayu van de provincie West-Java, Indonesië. Nunuk telt 4333 inwoners (volkstelling 2010).